# Преобразование Гаусса
В математике, преобразование Гаусса или отображение Гаусса — (измеримая) динамическая система на отрезке [0, 1], заданная отображением
{\displaystyle T\colon x\mapsto \{1/x\},}
где {\displaystyle \{\cdot \}} обозначает дробную часть числа. Исследованная в конце XVIII — начале XIX века Гауссом, это одна из первых одномерных динамических систем.
Это преобразование «стирает» первое неполное частное в разложении числа в цепную дробь:
{\displaystyle T([0;a_{1},a_{2},a_{3},\dots ])=[0;a_{2},a_{3},\dots ].}
Кроме того, оно обладает эргодической инвариантной мерой, абсолютно непрерывной относительно меры Лебега:
{\displaystyle \mu ={\frac {1}{\ln 2}}\cdot {\frac {dx}{1+x}},\quad T_{*}\mu =\mu .}
Применение к этой мере эргодической теоремы Биркгофа — Хинчина влечёт существование постоянной Хинчина и утверждение о распределении элементов цепной дроби случайного числа {\displaystyle x\in [0,1]} — статистика Гаусса — Кузьмина.